# Claudia Felser

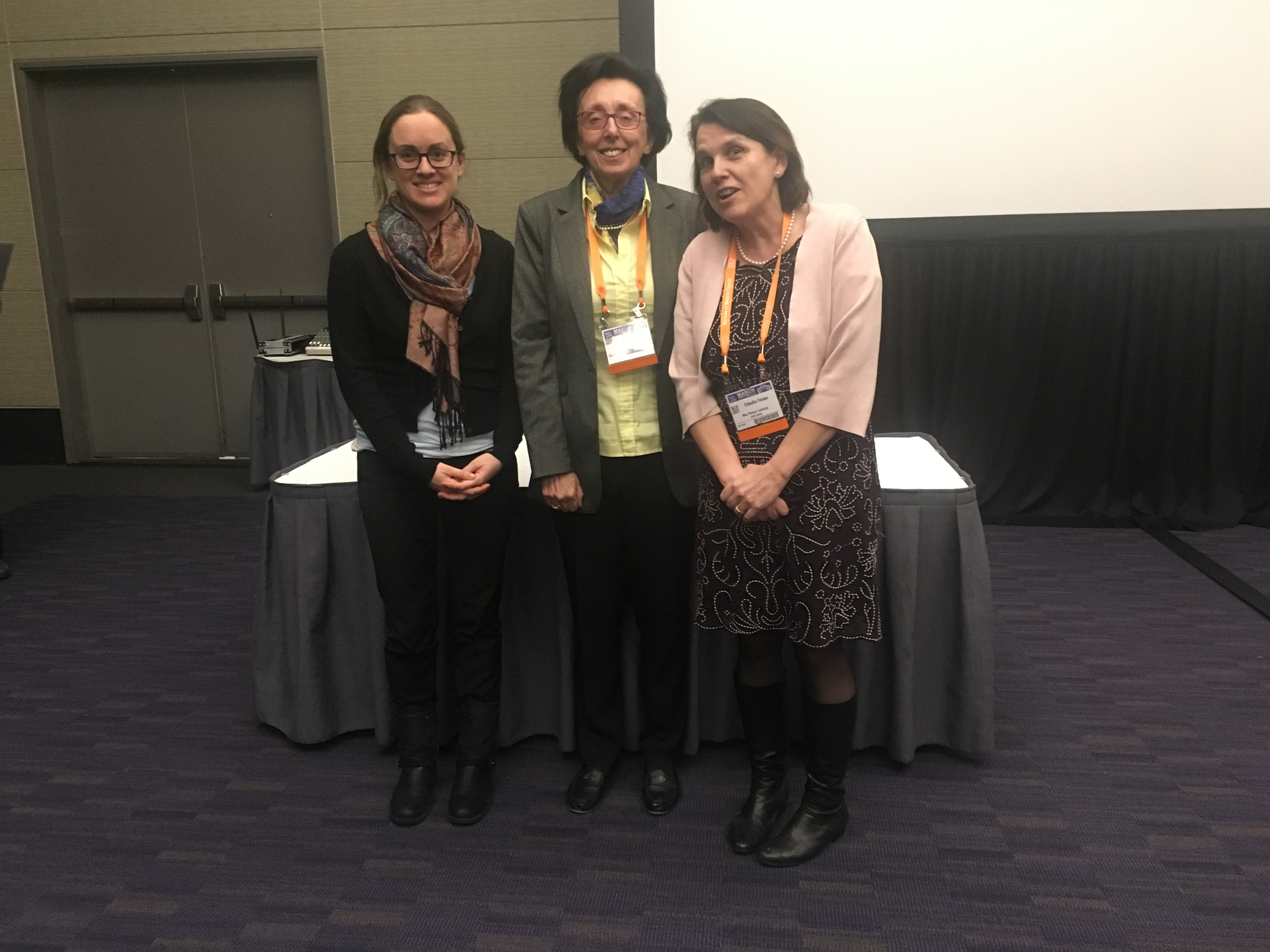
Gewinner der Preise der American Physical Society im Jahre 2019: Julia Mundy, Giulia Galli und Claudia Felser (v. l. n. r.)

Claudia Anna-Maria Felser (auch: Claudia Felser-Wenz, * 28. Juli 1962 in Aachen) ist eine deutsche Chemikerin und Materialwissenschaftlerin sowie Hochschullehrerin. Seit 2011 ist Felser Direktorin am Max-Planck-Institut für Chemische Physik fester Stoffe in Dresden.

## Familie
Claudia Felser ist seit 2014 mit dem Physiker Stuart S. P. Parkin verheiratet und hat aus erster Ehe eine erwachsene Tochter.

## Wissenschaftliche Karriere
Felser studierte von 1984 bis 1989 Chemie an den Universitäten Bonn und Köln und schloss das Studium 1989 mit Diplom ab. Anschließend arbeitete sie in der Forschungsgruppe von Georg Hohlneicher und wurde in Köln 1994 mit einer Arbeit über Bandstrukturrechnungen und Photoemissionsexperimente an zwischenvalenten Europiumverbindungen promoviert. Im Folgejahr forschte sie unter Arndt Simon und Ole Krogh Andersen am Max-Planck-Institut für Festkörperforschung in Stuttgart über Supraleiter und ging von 1995 bis 1996 an das französische Centre national de la recherche scientifique in Nantes, wo sie in der Forschungsgruppe von J. Rouxel forschte. 1996 kam sie als Hochschulassistentin an die Universität Mainz, wo sie sich 2002 habilitierte und von 2003 bis 2014 Professorin für anorganische und analytische Chemie war. Seit 2011 leitet Felser als Direktorin am Dresdner Max-Planck-Institut für Chemische Physik fester Stoffe die Abteilung Festkörperchemie. An der Technischen Universität Dresden ist sie seit 2012 Honorarprofessorin. 2019 war Felser Mitgründerin des Exzellenzclusters Komplexität und Topologie in Quantenmaterialien: Grundlegende Konzepte, Materialdesign und neue Technologien (ct.qmat) an der TU Dresden.

## Forschung
Umfassten ihre ersten Forschungsschwerpunkte Heuslerverbindungen, das Design, die Synthese und die physikalische Untersuchung neuer Quantenmaterialien sowie Materialien für Energietechnologien (Solarzellen, Thermoelektrik, Katalyse), so konzentriert sich ihre Forschungstätigkeit neben den genannten Gebieten auf die Relativistische Materialwissenschaft. Felser entwickelte zusammen mit anderen Wissenschaftlern das Gebiet der topologischen Quantenchemie, das das Design, die Synthese und die Realisierung neuer multifunktionaler Materialien umfasst, wobei alle drei Punkte von der Theorie geleitet werden. Insbesondere neue Materialien für Quantentechnologien wie topologische Isolatoren, Weyl- und Dirac-Semimetalle, Skyrmionen, Supraleiter, neue Fermionen und neue Quasiteilchen (Axionen, Majorana, Parafermionen etc.) stehen in Felser's Forschungs-Fokus.

## Auszeichnungen und Ehrungen (Auswahl)
Claudia Felser erhielt während ihrer bisherigen wissenschaftlichen Laufbahn zahlreiche Preise und Auszeichnungen und ist gewähltes Mitglied bzw. Fellow bedeutender wissenschaftlicher Institutionen. 2011 und erneut 2017 erhielt sie einen ERC Advanced Grant.
- 2001: Verdienstorden des Landes Rheinland-Pfalz[5]
- 2010: Nakamura-Vorlesung 2010 an der University of California, Santa Barbara[7]
- 2012: Fellow der American Physical Society (APS)[8]
- 2015: Tsungming-Tu-Preis[9]
- 2016: Wahl zum IEEE Fellow[10]
- 2018: Mitglied der Nationalen Akademie der Wissenschaften Leopoldina[11]
- 2019: James C. McGroddy Prize for New Materials der American Physical Society
- 2020: Mitglied der National Academy of Engineering
- 2021: Internationales Mitglied der National Academy of Sciences[12]
- 2022: Max-Born-Preis der DPG[13]
- 2022: Liebig-Denkmünze der Gesellschaft Deutscher Chemiker[14]
- 2022: Blaise-Pascal-Medaille
- 2022: Mitglied der Akademie der Wissenschaften und der Literatur[15]
- 2022: Wilhelm-Ostwald-Medaille der Sächsischen Akademie der Wissenschaften[16]
- 2023: CMD Europhysics Prize
- 2023: Hall of Fame der deutschen Forschung
- 2024: Von Hippel Award
- 2025: Auswärtiges Mitglied der Royal Society
- 2025: UNESCO-L’Oréal-Preis

## Engagement in Wissenschaft und Gesellschaft
Claudia Felser übernahm in ihrer wissenschaftlichen Karriere mehrere Ämter in nationalen und internationalen wissenschaftlichen Gremien. Untenstehend eine Auswahl:
- 2023 – zurzeit     Vizepräsidentin der Max-Planck-Gesellschaft (CPT Sektion)[17]
- 2020 – zurzeit      Mitwirkung im Vorstand of Directors „Materials Research Society“, MRS
- 2020 – zurzeit     Mitwirkung im Vorstand der Deutschen Forschungsgemeinschaft (DFG), Sektion Physik kondensierter Materie
- 2020 – 2023       Vizepräsidentin, seit 2023 Präsidentin der Sektion Magnetismus in der Deutschen Physikalischen Gesellschaft (DPG)
- 2018 – 2020       Präsidentin des Vorstands der Sektion „Festkörperchemie und Materialwissenschaften“ der GDCh
- 2018 – zurzeit     Mitwirkung im Vorstand der Bundesanstalt für Materialforschung und -prüfung (BAM)
- 2016 – zurzeit     GDCh Kommission für die „August-Wilhelm-von-Hofmann-Medaille“
- 2016 – 2021      Perspektivenkommission der Max-Planck-Gesellschaft
- 2016 – 2019      Mitwirkung im Vorstand der Gesellschaft Deutscher Chemiker (GDCh)

Sie gründete das erste NAT-LAB für Schülerinnen an der Universität Mainz, wofür sie 2001 mit dem Landesverdienstorden des Landes Rheinland-Pfalz geehrt wurde. Als von der SPD nominierte Abgeordnete gehörte Felser 2009 der 13. Bundesversammlung an.

## Schriften
- Bandstrukturrechnungen und Photoemissionsexperimente an zwischenvalenten Europiumverbindungen. Dissertation Universität Köln, 1995.